# Fresnoy-le-Luat
Fresnoy-le-Luat is een gemeente in het Franse departement Oise (regio Hauts-de-France) en telt 430 inwoners (1999). De plaats maakt deel uit van het arrondissement Senlis.

## Geografie
De oppervlakte van Fresnoy-le-Luat bedraagt 11,4 km², de bevolkingsdichtheid is 37,7 inwoners per km².
De onderstaande kaart toont de ligging van Fresnoy-le-Luat met de belangrijkste infrastructuur en aangrenzende gemeenten.

## Demografie
Onderstaande figuur toont het verloop van het inwonertal (bron: INSEE-tellingen).

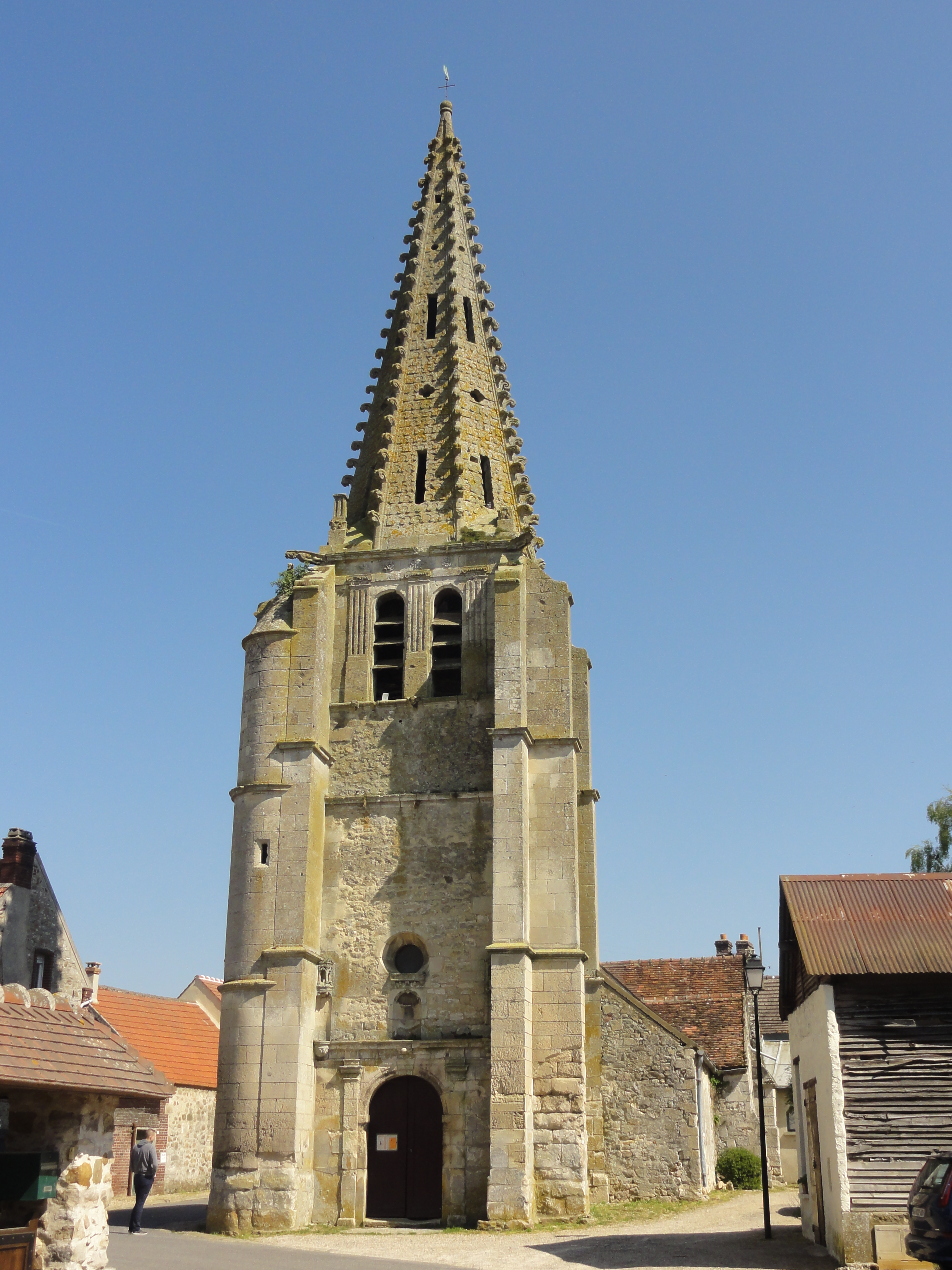
Kerk van Fresnoy-le-Luat